# Baryceros burgosi
Baryceros burgosi är en stekelart som beskrevs av Dmitriy R. Kasparyan och Ruiz-cancino 2005. Baryceros burgosi ingår i släktet Baryceros och familjen brokparasitsteklar. Inga underarter finns listade.